# Julien Busson
Julien Busson (* 11. Mai 1717 in Dinan, Bretagne; † 7. Januar 1781) war ein französischer Arzt in der Zeit der französischen Aufklärung, docteur des Lumières.

## Leben und Wirken
Julien Busson wurde in Dinan in einer Familie von Kaufleuten geboren. Zunächst begann er mit einem Theologiestudium, um die Voraussetzungen für das Priesteramt zu erlangen. Doch brach er bald seine Ausbildung zum Priester ab und wandte sich dem Medizinstudium in Paris zu. Im Jahr 1742 promovierte er an der Fakultät für Medizin in Paris, Faculté de médecine de Paris mit dem Thema Quaestio medica chirurgica. An absque membranae apertura topica injici in concham possint (1748).
Dann trat er in den Dienst der Herzogin Anne Louise Bénédicte de Bourbon. Sie arrangierte eine Heirat mit einer ihrer früheren Brautjungfern. Julien Busson soll ein erstaunliches Gedächtnis gehabt haben und war als Leibarzt der Herzogin tätig. Er wurde zum docteur-regent de la faculté de medecine ernannt.
Robert James schrieb um das Jahr 1740 ein mehrbändiges englisches Lexikon A medicinal dictionary, including physics, surgery, anatomy, chemistry and botany (1743–1745). Busson überarbeitete, korrigierte und verbesserte das nunmehr zu einem sechsbändigen Werk zusammengefasste und mit dem französischen Titel  Dictionnaire universel de médicine versehene Fachwörterbuch.  Dieses Werk wurde zwischen 1746 und 1748 von Denis Diderot, François-Vincent Toussaint und Marc-Antoine Eidous ins Französische übertragen und von Busson gegengelesen. Im Vorwort der französischen Übersetzung, avertissement de l’éditeur schrieb Busson, dass das Lexikon ausdrücklich auch für den medizinischen Laien geschrieben sei, der sich Rat holen könne, wenn etwa kein Arzt direkt zur Stelle sei.
Gesundheitliche Probleme ließen Julien Busson nach Rennes übersiedeln, dort konnte er die „Luft seiner Heimat atmen“,  respirer l'air natal und sich erholen.
Julien Busson starb 7. Januar 1781, im Alter von 64 Jahren.

## Werke (Auswahl)
- Quaestio medica chirurgica. An absque membranae apertura topica injici in concham possint. (1748)
- An cibus deterior, sed juncundus & assuetus, meliori sed ingrato & inassueto, potior?  Heerkens, Paris (1754)